# 釈興然
釈興然（しゃくこうねん、嘉永2年4月14日（1849年5月6日）- 大正13年（1924年）3月15日）は、出雲国（島根県）出身の真言宗及び上座部仏教の僧侶。日本人初の上座部仏教徒として知られる。比丘名は「グナラタナ」。俗姓は板垣。

## 経歴
嘉永2年（1849年）4月14日、出雲国神門郡塩冶村（現・島根県出雲市）生まれ。安政5年（1858年）に出家、法名を興然とし、母方の伯父でもある岩屋寺住職の宣明のもとで修行する。明治3年（1870年）に八束郡本庄村の玉理寺の住職となり、明治14年（1881年）に住職を辞して長野県北部中学林の教師を務めた。明治15年（1882年）横浜三会寺の住職となるも、戒律復興運動を行っていた叔父・釈雲照の勧めで明治19年（1886年）にスリランカへ渡ってパーリ語を学ぶ。明治23年（1890年）に受戒。明治26年（1893年）に帰国後は釈尊正風会を組織し、神奈川を拠点に上座部仏教の普及につとめた。明治40年（1907年）にはタイ王国に招待され、1年間滞在した。墓所は横浜市三会寺。

## 研究内容・業績
鈴木大拙や河口慧海のパーリ語の師としても知られ、河口慧海の著書である『チベット旅行記』の冒頭では、考えの違いから喧嘩別れする様が描かれている。

## 家族・親族
- 叔父：釈雲照